# Coryllis à front orange
Loriculus aurantiifrons
Espèce
Statut de conservation UICN

 LC  : Préoccupation mineure
Statut CITES
Le Coryllis à front orange ou Loricule à front orange (Loriculus aurantiifrons) est un psittacidé vivant en Nouvelle-Guinée.

## Sous-espèces
Cette espèce comprend trois sous-espèces :
- Loriculus aurantiifrons aurantiifrons Schlegel, endémique de l'île de Misool.
- Loriculus aurantiifrons batavorum Stresemann, de Waigeo et du nord-ouest de la Nouvelle-Guinée.
- Loriculus aurantiifrons meeki Hartert, des îles Fergusson et Goodenough, et du sud-est de la Nouvelle-Guinée.

Le coryllis des Bismarck, considéré autrefois comme une sous-espèce, est maintenant tenu pour une espèce à part entière (Loriculus tener P. L. Sclater, 1871 : voir classification et type scientifique).